# 안드레이 보즈네센스키

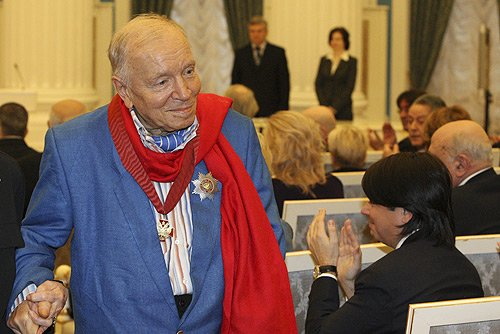

안드레이 보즈네센스키(러시아어: Андре́й Вознесе́нский, Andrey Voznesensky, 1933년 5월 12일~2010년 6월 1일)는 러시아의 시인이다.

## 생애
1933년 5월 12일 소비에트 연방 모스크바에서 태어났다. 그는 어린 시절을 주로 소비에트 연방의 도시 블라디미르에서 보냈다. 제2차 세계 대전 중에는 어머니와 함께 우랄산맥에 있는 쿠르간 지방에서 살기도 했다. 그의 양친은 모두 문학과 예술에 깊은 관심이 있었다. 그의 어머니는 어린 시절부터 그에게 보리스 파스테르나크의 시를 읽어주었다. 그의 아버지는 레닌그라드에서 공학 교수로 일했다. 보즈네센스키는 전쟁 중 전선으로 돌아가던 아버지가 쿠르간에 들렀던 날을 회상한다. 그의 아버지는 면도를 하지 않아 초췌한 모습으로 약간의 식량이 들어 있는 배낭과 고야의 작품집을 가져왔다. 고야의 그림은 화가가 되고자 했던 꿈 많은 어린 소년에게 깊은 감명을 주었다. 보즈네센스키는 고야의 그로테스크하고 무시무시한 전쟁 그림을 통해서 전쟁의 참상을 이해했다. 바로 그의 유명한 시 ＜나는 고야＞(1957)가 전쟁에 대한 시인의 이해를 반영한 작품이다.
전쟁 후 보즈네센스키의 가족은 모스크바로 돌아왔다. 청년이 된 그는 예술가가 되고 싶었으나 건축학을 공부하게 되었다. 이 시기에 대하여 그는 말한다. “나는 이미 글을 쓰고 있기는 했으나 주로 그림을 그렸다. 그러나 시는 얼음장 밑의 강물처럼 내 마음속에서 흐르고 있었다.” 1957년 모스크바 건축대학을 졸업하기 바로 전에 화재가 발생했다. 이 화재는 그에게 있어 인생의 전환점이었다. 이 화재로 인해 보즈네센스키가 수년간 공들여 작성한 졸업 작품이 완전히 불타버렸다. 이 사건은 보즈네센스키에게 불 이상의 의미가 있었다. 그는 상징을 믿고 있었기 때문에 건축학은 이미 그의 마음속에서 타버렸다고 생각했다. 그리하여 그는 시인이 되었다. 이 화재 사건은 그의 시 ＜건축대학의 불＞(1957)의 테마가 되었다. 그가 화재 때문에 시를 쓰게 되었다고 할지라도 그림과 건축에 대한 관심은 사라지지 않았다. 그림과 건축은 그의 시 속에서 중요한 역할을 하게 된다. 그는 많은 시 속에서 특히 테마와 이미지 선택에 있어서 건축에 대한 꾸준한 관심을 보여준다. 그의 시 ＜대가＞에서 그는 모스크바 붉은광장 위에 있는 성(聖)바실리 성당의 건축가 바르마가 이반 4세에 의해 눈이 멀어 다시는 어떤 건물도 지을 수 없었다는 전설을 반영하고 있다. 그리고 많은 시 속에서 건축 이미지를 통해서 시각적 이미지를 부각시키고 있다. 시각 이미지는 그의 성공적인 실험시 속에서 중요한 예술적 기법으로 나타난다.
보즈네센스키의 형식적 교육은 건축대학으로 끝났으나, 그의 시 수업은 정신적 스승인 보리스 파스테르나크와의 만남 속에서 이루어졌다. 이 만남은 보즈네센스키의 생애에 결정적인 사건이었다. 그는 자신의 첫 시 작품들을 파스테르나크에게 보냈으며, 그로부터 격려의 편지와 초대장을 받았다. “나는 페레델키노(Peredelkino)까지 이사 가서 그가 죽을 때까지 그의 곁에 머물러 있었다… 그는 나의 유일한 스승이었다”고 보즈네센스키는 말하고 있다. 보즈네센스키의 초기 작품들은 파스테르나크와 비슷한 시풍을 보여준다. 물론 보즈네센스키는 이내 자신의 독창적인 시어를 발견하지만 시 속에서 풍기는 연민의 정과 비애감은 파스테르나크 시의 특성과 어느 정도 일체감을 주고 있다. 보즈네센스키의 유기체적 삶의 통일감은 파스테르나크의 시적 분위기와 유사하다. 보즈네센스키는 시뿐만 아니라 도덕적 일상에서도 파스테르나크의 영향을 받았다. 당시 파스테르나크는 도덕적 지성의 상징이었다. 그는 스탈린 시대에 일어난 언어의 타락과 황폐화에 반대하여 행동했다. 스탈린에 의해 황폐해진 러시아 순수문학을 재창조하기 위한 투쟁에서 그는 도덕적 지성으로 무장했다. 그는 인간 개인의 가치를 믿고 있었다.

## 작품 세계
보즈네센스키는 인간에 대한 애정을 주된 관심사로 두면서도 전통적인 시 형식에서 벗어난 새로운 장르를 창조하고자 과감한 실험을 멈추지 않았다. 이러한 열정은 다양한 예술적 기법을 사용한 다중 운율시, 산문시, 시와 산문의 혼합시, 그래픽시, 시각시 등을 개발하게 했다.
시인으로서 보즈네센스키의 인기를 알기 위해서는 먼저 러시아에서 시인이 차지하고 있는 위치를 알아야 한다. 보즈네센스키는 과거 소련에서 가장 인기 있는 시인이었다. 독재자 스탈린의 사망 후 저항 시인 옙투셴코와 더불어 ‘젊은 시인들’의 선두 주자인 보즈네센스키는 1950년대 후반부터 지금까지 줄곧 화제의 중심이 되어온 러시아의 대표적인 시인으로서 세계적 명성을 얻었다. 시 낭송회, 텔레비전과 신문 등 각종 매스컴을 통해 대중과 친숙한 이 시인은 러시아 시 전통 속에서 독자적인 시어를 개발하고 자작시 낭송을 통하여 언어 예술의 진수를 보여준다. 수많은 청중의 갈채와 환호 속에서 행해지는 그의 시 낭송은 새로운 예술 장르, 즉 낭송 예술의 창조라 할 수 있다.
시어 선택과 배열에 뛰어난 재능을 가진 이 시인은 일상의 단어들을 조합하여 신어(新語)를 만들어낸다. 그의 시 속에서 일상적인 단어와 신어는 새로운 표현력과 생명력을 지니고 살아난다. 그리하여 그의 시어는 새로운 의미와 이미지를 창출한다. 그가 종종 ‘언어의 마술사’라고 불리는 것은 지나친 말이 아니다. 분명히 그의 언어는 러시아 문학어 발전에 상당한 공헌을 하고 있다.
인간과 역사, 인간과 자연, 인간과 사회, 문명과 기술의 위태로운 공존, 역사와 현대 생활의 상호작용, 비난받기 쉬운 시인의 사회적 위치 등 다양한 테마들이 그의 시 속에서 다루어지고 있다. 그의 시 세계 속에서 주된 핵심은 무엇보다도 인간이다. 그는 인간의 내면세계를 들여다볼 수 있는 눈을 가지고 있다. 그는 인간의 본질과 특성을 다양한 각도에서 보여주고 있다. 그의 시에는 자연과 평범한 일상생활에서 포착된 많은 표상들이 인간에 대한 다양한 상징과 알레고리로서 나타난다. 그리고 역사와 인간의 행동에 비교되는 자연의 절대적 위치와 최고의 가치에 대한 테마들이 그의 시 ＜정적＞과 ＜죽은 듯이 고요하다＞ 등에 나타난다. 이런 시들은 60년대 자신의 고민스런 상황과 그에 대한 어려움을 노래한 것들이다. 이런 시들에서 지배적인 선율은 사랑과 자연에로의 도피와 후퇴다.

## 참고 문헌
- 본 문서에는 지식을만드는지식에서 CC-BY-SA 3.0으로 배포한 책 소개글 중 "보즈네센스키 시선" 의 소개글을 기초로 작성된 내용이 포함되어 있습니다.